# Спокуса, засліпляюча часами й мудрих (Дискавері)

## Про епізод
Спокуса, засліпляюча часами й мудрих — сьомий епізод американського телевізійного серіалу «Зоряний шлях: Дискавері», який відбувається приблизно за десять років до подій оригінального серіалу «Зоряний шлях» та показує війну між Федерацією й клінгонами. Епізод був написаний Ароном Ілаєм Колейтом і Джессі Александер а режисував Девід М. Баррет.

## Зміст
Майкл Бернем в особистому щоденнику оповідає про своє життя на «Дискавері» і життя «Дискавері». І про свою боязнь відвідин корабельної вечірки. Під час вечірки Бернем і Тайлера викликають на місток. По дорозі Майкл збиває доктора Калбера — він теж запитує шо відбувається між ними двома. На «Дискавері» транспортують для надання допомоги зоряного мандрівника Гормегандера.
Гаррі Мадд проник всередині Гормегандера на борт «Дискавері» та використовує невідомий пристрій — щоб створити тимчасову петлю, що повторює події, які закінчуються загибеллю корабля.
Вечірка продовжується. Дивні зміни у часі усвідомлює Стамец, завдяки ДНК «тихоходки» в ньому. «Дискавері» знову транспортує зоряного кита Гормегандера. Споровий двигун активується без наказу. Командир і команда не мають доступу в машинний відділ. Мадд дістався до спорового двигуна. Мадда підстрелює Стамец.
Вечірка подовжується. Мадд знову захоплює Лорку. Стамец заручається допомогою Бернем і Тайлера, кожен раз пояснюючи що відбувається. Мадд хоче дізнатися як працює споровий двигун, щоб продати корабель клінгонам. Йому вдається захопити корабель, убивши Тайлера.
54-те продовження вечірки. 55-те продовження вечірки. Бернем наважується розкритися і запрошує на танець Тайлер. Тайлер повідомляє — Мадд це зробив за допомогою часового кристала бетазоїдів. Стамец не витримує і повідомляє — це він необхіден для двигуна.
Тіллі і Бернем знаходять в зоряному киті корабель Мадда і джерело енергії. Щоб змусити почати новий цикл, Бернем розкриває Мадду, що саме вона вбила Т'Кувму. Бернем вбиває себе, і Мадд починає все спочатку. Стамец встигає влаштувати все так, що Лорка передає корабель, Стамеца і Бернем без опору. Мадд посилає сигнал клінгонському кораблю. Як тільки проходить час циклу, пристрій петлі дезінтегрується. Бернем і Стамец розкривають Мадду, що сигнал він насправді послав не клінгонам, а своїй нареченій Стеллі і її батькові. Стелла і батько прибувають й забирають Мадда. Барон консолідує в своїх руках всі борги Мадда. Стамец розповідає Бернем і Тайлеру деякі особисті події з попередніх циклів.

## Сприйняття та відгуки
Станом на січень 2021 року на сайті «IMDb» серія отримала 7.4 бала підтримки з можливих 10 при 4774 голосах користувачів. На «Rotten Tomatoes» 100 % схвалення при відгуках 20 експертів.
Оглядач «IGN» Скотт Коллура зазначав: "у «Магії» «Зоряний шлях: Дискавері» доводить, що він може робити легші історії. Повернення Гаррі Мадда Райна Вілсона досить веселе і розумне, навіть якщо воно дещо страждає від того, що над головою звисає знайомий науково-фантастичний пристрій часової петлі. Зрештою, це продовження розвитку історії «Майкл Бернем» Сонекви Мартін-Грін, який виявляється найсильнішим аспектом епізоду".
В огляді інтернет-видання «Disco Night» зазначено: «Сьомий епізод ідеально відповідає кожному попередньому. Це День бабака з космічними китами, і тому це рецепт успіху».

## Знімались
- Сонеква Мартін-Грін — Майкл Бернем
- Даг Джонс — Сару
- Шазад Латіф — Еш Тайлер
- Ентоні Репп — Пол Стамец
- Мері Вайзман — Сільвія Тіллі
- Джейсон Айзекс — капітан Габріель Лорка
- Вілсон Круз — Гаг Калбер
- Кетрін Баррелл — Стелла Грімес
- Пітер Макніл — барон Грімес
- Рейн Вілсон — Гаррі Мадд
- Емілі Коутс — Кейла Детмер
- Джейсон Делайн — медичний офіцер
- Патрик Квок-Чун — Ріс
- Сара Мітіч — Ейріам
- Ойін Оладейо — Джоан Овосекун
- Ронні Роу — другий офіцер